# Charles Hallé
Charles Hallé (nato Karl Halle) (Hagen, 11 aprile 1819 – Manchester, 25 ottobre 1895) è stato un pianista e direttore d'orchestra tedesco.

## Biografia

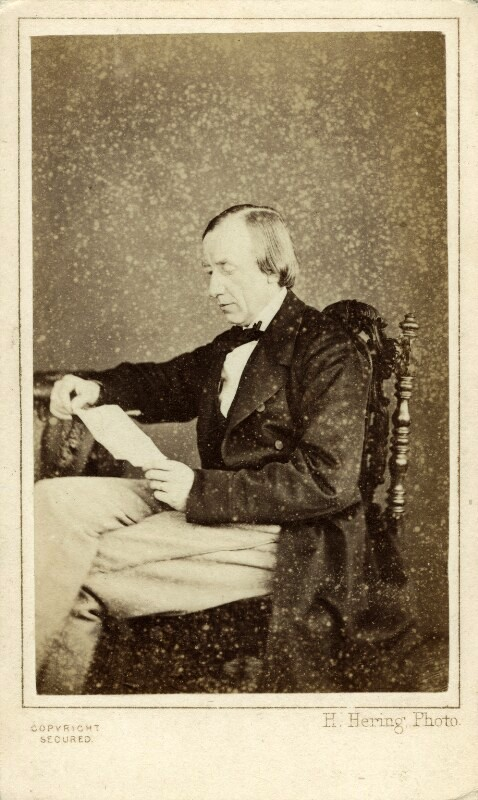
Charles Hallé

Nato Karl Halle, era figlio di Christian Friedrich Andreas Halle (1790-1848) e di Karoline Brenschedt (1796-1884); le prime lezioni di musica le ricevette dal padre, un organista.  
Nel 1831 frequentò per un breve periodo un corso di studio alla scuola di tecnologia di Hagen, dopodiché studiò musica nel 1835 sotto la guida di Christian Heinrich Rinck a Darmstadt.  
All'età di diciassette anni si trasferì a Parigi, dove strinse amicizia con gli autori Alfred de Musset e George Sand, conobbe Luigi Cherubini, Fryderyk Chopin, Franz Liszt e riscosse un buon successo grazie ad una serie di concerti effettuati assieme a Jean Delphin Alard e ad Auguste Franchomme, però a causa della rivoluzione del 1848 attraversò la Manica per stabilirsi a Manchester.
Fu un instancabile promotore di attività musicale sia come musicista sia come direttore d'orchestra.
Fu uno dei primi musicisti a diffondere in Inghilterra le sonate al pianoforte di Beethoven.
Partecipò ai concerti dati dalla Musical Union, fondata da John Ella, a quelli del Gentlemen’s Concerts di Manchester e dal 1852 diresse la Società Santa Cecilia.
Hallé ha insistito sul fatto che i suoi concerti fossero accessibili a un pubblico più ampio, non solo ai membri della comunità musicale e si distinse come educatore musicale.
Nel 1857 ha istituito una orchestra ed un coro denominati "Hallé".
Dopo trent'anni la sua orchestra era composta da centouno musicisti e ogni strumento era rappresentato. Tra i musicisti dell'orchestra annoveriamo il violinista Bernhard Molique, il violoncellista Carlo Alfredo Piatti, il violinista Philippe Prosper Sainton, John Tiplady Carrodus, Heinrich Wilhelm Ernst, il pianista Eduard Steingraber, Charles Lucas, il violinista Henri Vieuxtemps, il violinista William Washington Waud e il flautista Edward De Jong. 
A Edimburgo, ha lavorato dal 1869 come direttore d'orchestra e pianista al Reid-Fest, chiamato così in onore del generale John Reid, il fondatore del Dipartimento di Musica dell'Università di Edimburgo, che si tenne ogni anno il 13 febbraio. 
Nel 1876 diresse la seconda grande triennale del Bristol Music Festival. Nel 1880, eseguì a Londra il Faust di Hector Berlioz. Dal 1882 al 1885 condusse a Londra i concerti di Sacred Harmonie Society.
Nel 1883 succedette a Max Bruch come direttore della Royal Philharmonic a Liverpool.
Nel 1888 sposò, in seconde nozze, la violinista ceca Wilma Neruda.
Nel dicembre 1891 Hallé sostenne la fondazione di un college per la musica a Manchester e ai primi di marzo del 1893, fu nominato direttore. La regina concesse il titolo di "Royal" alla scuola che fu inaugurata il 3 ottobre 1893. Molti dei suoi amici musicisti insegnarono al college.
Nel 1895 Hallé rilevò la presidenza della Beethoven Society.
Il suo stile inconfondibile si caratterizzò per un suono cristallino e nello stesso tempo penetrante, preciso ma profondo.
Ha pubblicato una edizione dei lavori per pianoforte di Beethoven.